# Contemplación (libro)
"Contemplación", "Percepciones" o Betrachtung es una colección de 18 microrrelatos escritos por Franz Kafka entre 1904 y 1912, y publicada en Leipzig por Ernst R. Rowohlt en noviembre de 1912 en una tirada de 800 ejemplares. Ocho de las historias que conforman el volumen aparecieron bajo el mismo nombre en la revista bimensual Hyperion, y fue sus primeros trabajos publicados.

## Contenido
Títulos en castellano traducidos por Francisco Zanutigh Núñez (2004). Títulos originales en alemán en cursiva.
Niños en un camino de campo (Kinder auf der Landstraße)

Desenmascaramiento de un embaucador (Entlarvung eines Bauernfängers)

El paseo repentino (Der plötzliche Spaziergang)

Resoluciones (Entschlüsse)

La excursión a la montaña (Der Ausflug ins Gebirge)

Desdicha del soltero (Das Unglück des Junggesellen)

El comerciante (Der Kaufmann)

Mirando afuera distraídamente (Zerstreutes Hinausschaun)

El camino a casa (Der Nachhauseweg)

Los que pasan corriendo (Die Vorüberlaufenden)

El pasajero (Der Fahrgast)

Vestidos (Kleider)

El rechazo (Die Abweisung)

Deseo de convertirse en indio (Wunsch, Indianer zu werden)

Para meditación de los caballistas (Zum Nachdenken für Herrenreiter)

La ventana a la calle (Das Gassenfenster)

Los árboles (Die Bäume)

Ser infeliz (Unglücklichsein)

## Ediciones en español
Contemplación, traducción de Ricardo Ramos Pedragosa (Pregunta Ediciones, Zaragoza, 2018)